# Вацола
Вацола (итал. Vazzola) је насеље у Италији у округу Тревизо, региону Венето.
Према процени из 2011. у насељу је живело 5283 становника. Насеље се налази на надморској висини од 23 м.

## Становништво
| 1931. | 1936. | 1951. | 1961. | 1971. | 1981. | 1991. | 2001. | 2011. |
| ----- | ----- | ----- | ----- | ----- | ----- | ----- | ----- | ----- |
| 6.268 | 6.161 | 6.205 | 5.738 | 5.630 | 5.629 | 5.636 | 6.405 | 7.009 |